# Division 1 1957/58
Die Division 1 1957/58 war die 20. Austragung der professionellen französischen Fußballliga. Meister wurde Stade Reims, das seinen vierten Titel seit 1949 gewann.
Erster Spieltag war der 20. August 1957, letzter Spieltag der 11. Mai 1958. Eine „Winterpause“ gab es nicht.

## Vereine
Teilnahmeberechtigt waren die Vereine, die die Vorsaison nicht schlechter als auf dem 15. Platz abgeschlossen hatten, und die drei Mannschaften, die den direkten Aufstieg aus der zweiten Division geschafft beziehungsweise sich in der Relegation durchgesetzt hatten. Somit spielten in dieser Saison folgende Mannschaften um den Meistertitel:
- drei Klubs aus dem äußersten Norden (Relegationssieger OSC Lille, Racing Lens, US Valenciennes),
- drei aus der Île-de-France bzw. der Champagne (Racing Paris sowie Stade Reims und UA Sedan-Torcy),
- zwei aus dem Nordosten (FC Sochaux, FC Metz),
- einer aus dem Westen (SCO Angers),
- neun aus dem Süden (Titelverteidiger AS Saint-Étienne, Olympique Lyon, Toulouse FC, die Aufsteiger AS Béziers und Olympique Alès, Olympique Nîmes, Olympique Marseille, OGC Nizza, AS Monaco).

## Saisonverlauf
Nach einigen Anlaufschwierigkeiten hatte Reims sich im Dezember an die Tabellenspitze setzen können und gab diesen Platz bis zum Saisonende nicht mehr ab. Eine Woche nach dem letzten Punktspiel gewannen die Rot-Weißen auch das Pokalfinale gegen Vizemeister Nîmes, sicherten sich dadurch den Doublé und vertraten die Division 1 in der folgenden Ausspielung des Europapokals. Mit sieben Punkten Rückstand schlossen die südfranzösischen Verfolger Nîmes und Monaco, zu denen sich im Verlauf der Rückrunde auch noch die Mannschaft aus Angers gesellt hatte, die Saison ab. Dass vor allem die Monegassen mit ihrer „eisernen Abwehr“ und „dem rechten Reimser Flügel Glovacki/Hidalgo“ dem Meister nicht stärker hatten Paroli bieten können, lag allerdings auch an dem Aderlass, von dem sie zwar nicht alleine, aber besonders stark betroffen waren: Mitte April 1958 verließen etliche algerische Profis in einer Nacht-und-Nebel-Aktion ihre Vereine, um sich – ihre noch unter französischer Herrschaft stehende Heimat befand sich im Krieg gegen das „Mutterland“ – der Fußballauswahl des FLN anzuschließen, und darunter waren zentrale Stützen aus Monacos Elf (Torhüter Boubekeur sowie mit Abwehrchef Zitouni und Ben Tifour zwei Nationalspieler). Auch die Titelverteidiger aus Saint-Étienne, die sich freilich während der gesamten Saison einfach zu häufig mit einem Unentschieden begnügten (insgesamt 17 Mal) und ins Mittelfeld zurückfielen, hatten durch diese politische Aktion mit Mekhloufi einen sehr wichtigen Akteur verloren.
In den unteren Tabellenregionen drohte dem „großen“ Olympique Marseille sogar der Abstieg, denn noch am 31. Spieltag stand die durchaus namhaft besetzte Elf auf dem letzten Platz, konnte sich aber durch einen kleinen Endspurt mit einem abschließenden mageren Heim-1:1 gegen Sedan und dank des minimal besseren Torquotienten in letzter Sekunde noch retten. Nicht viel besser schnitt Nizza ab, dessen Sturm zuhause zwar stolze 54 Treffer erzielt hatte, auswärts aber nur ein Schatten seiner selbst geblieben war. So mussten Metz und Neuling Béziers den Gang in die Division 2 antreten; aufgrund der Aufstockung der ersten Liga auf 20 Vereine wurden sie zur nächsten Spielzeit durch den FC Nancy, Stade Rennes UC, den FC Limoges und Racing Strasbourg ersetzt.
Weil die Liga am Saisonende aufgestockt wurde, musste der Tabellen-16. keine Barrage mit dem Zweitliga-Dritten austragen.

## Abschlusstabelle
| Pl. | Verein                | Sp. | S  | U  | N  | Tore    | Quote | Punkte |
| --- | --------------------- | --- | -- | -- | -- | ------- | ----- | ------ |
| 1.  | Stade Reims           | 34  | 22 | 4  | 8  | 089:420 | 2,12  | 48:20  |
| 2.  | Olympique Nîmes       | 34  | 16 | 9  | 9  | 061:390 | 1,56  | 41:27  |
| 3.  | AS Monaco             | 34  | 15 | 11 | 8  | 050:350 | 1,43  | 41:27  |
| 4.  | SCO Angers            | 34  | 16 | 9  | 9  | 065:460 | 1,41  | 41:27  |
| 5.  | UA Sedan-Torcy        | 34  | 16 | 6  | 12 | 074:700 | 1,06  | 38:30  |
| 6.  | OSC Lille (N, R)      | 34  | 17 | 3  | 14 | 071:590 | 1,20  | 37:31  |
| 7.  | AS Saint-Étienne (M)  | 34  | 10 | 17 | 7  | 055:520 | 1,06  | 37:31  |
| 8.  | Olympique Lyon        | 34  | 13 | 9  | 12 | 051:530 | 0,96  | 35:33  |
| 9.  | Racing Paris          | 34  | 13 | 7  | 14 | 061:620 | 0,98  | 33:35  |
| 10. | Toulouse FC (P)       | 34  | 13 | 7  | 14 | 053:570 | 0,93  | 33:35  |
| 11. | Racing Lens           | 34  | 13 | 7  | 14 | 055:620 | 0,89  | 33:35  |
| 12. | FC Sochaux            | 34  | 13 | 6  | 15 | 061:610 | 1,00  | 32:36  |
| 13. | OGC Nizza             | 34  | 10 | 11 | 13 | 071:530 | 1,34  | 31:37  |
| 14. | Olympique Alès (N)    | 34  | 10 | 8  | 16 | 041:590 | 0,69  | 28:40  |
| 15. | US Valenciennes-Anzin | 34  | 8  | 12 | 14 | 037:640 | 0,58  | 28:40  |
| 16. | Olympique Marseille   | 34  | 8  | 10 | 16 | 046:650 | 0,71  | 26:42  |
| 17. | FC Metz               | 34  | 9  | 8  | 17 | 045:680 | 0,66  | 26:42  |
| 18. | AS Béziers (N)        | 34  | 9  | 6  | 19 | 038:770 | 0,49  | 24:44  |

Platzierungskriterien: 1. Punkte – 2. Torquotient
| (M) | amtierender französischer Meister        |
| (P) | amtierender französischer Pokalsieger    |
| (N) | Neuaufsteiger aus der Division 2 1956/57 |
| (R) | Relegationssieger                        |

## Kreuztabelle
|                     | Ol. Alè | SCO Ang | AS Béz | RC Len | OSC Lil | Ol. Lyo | Ol. Mar | FC Met | AS Mon | OGC Niz | Ol. Nîm | RC Par | St. Rei | AS StÉ | UA Sed | FC Soc | FC Tou | US Val |
| Olympique Alès      |         | 0:0     | 2:0    | 0:1    | 2:1     | 2:2     | 1:0     | 4:1    | 1:1    | 1:1     | 1:1     | 1:3    | 2:0     | 0:2    | 2:0    | 2:1    | 2:0    | 0:1    |
| SCO Angers          | 1:1     |         | 3:1    | 5:0    | 0:0     | 2:1     | 2:2     | 3:1    | 3:2    | 2:1     | 1:2     | 0:0    | 0:1     | 2:2    | 1:1    | 5:1    | 0:1    | 3:4    |
| AS Béziers          | 3:2     | 4:4     |        | 1:1    | 2:0     | 1:1     | 0:0     | 0:1    | 0:3    | 0:1     | 0:1     | 1:0    | 2:0     | 2:2    | 0:2    | 2:1    | 2:0    | 3:1    |
| Racing Lens         | 5:0     | 2:1     | 3:1    |        | 1:0     | 4:4     | 3:1     | 2:2    | 0:1    | 1:0     | 1:1     | 1:1    | 0:1     | 1:3    | 2:3    | 1:1    | 3:1    | 2:0    |
| OSC Lille           | 1:0     | 2:3     | 10:1   | 4:1    |         | 3:0     | 3:1     | 2:1    | 1:1    | 1:0     | 3:1     | 1:3    | 2:1     | 1:2    | 3:0    | 3:2    | 1:3    | 2:3    |
| Olympique Lyon      | 2:0     | 2:3     | 2:1    | 3:1    | 2:0     |         | 1:1     | 2:0    | 2:0    | 1:1     | 1:0     | 2:0    | 1:2     | 0:2    | 0:3    | 1:1    | 3:1    | 1:1    |
| Olympique Marseille | 1:0     | 1:2     | 0:1    | 3:2    | 3:4     | 2:3     |         | 2:2    | 2:1    | 2:1     | 1:3     | 1:1    | 3:3     | 1:0    | 1:1    | 0:3    | 3:0    | 1:1    |
| FC Metz             | 0:1     | 0:3     | 4:0    | 1:4    | 2:3     | 2:1     | 1:2     |        | 0:0    | 1:1     | 0:1     | 1:1    | 3:1     | 0:2    | 3:2    | 1:0    | 2:1    | 1:0    |
| AS Monaco           | 3:1     | 0:2     | 2:0    | 2:1    | 1:0     | 1:2     | 3:2     | 2:1    |        | 1:1     | 1:1     | 3:2    | 3:0     | 0:0    | 1:1    | 5:2    | 0:2    | 4:0    |
| OGC Nizza           | 6:1     | 0:0     | 6:1    | 0:2    | 5:5     | 2:2     | 3:0     | 6:2    | 0:1    |         | 2:0     | 2:0    | 1:2     | 6:1    | 8:0    | 4:3    | 2:2    | 1:1    |
| Olympique Nîmes     | 3:0     | 5:1     | 2:0    | 2:3    | 2:0     | 2:0     | 5:0     | 1:1    | 0:0    | 3:2     |         | 0:1    | 3:0     | 2:2    | 2:2    | 2:0    | 3:2    | 5:0    |
| Racing Paris        | 3:2     | 1:2     | 1:0    | 5:0    | 1:3     | 2:4     | 4:3     | 1:2    | 2:3    | 3:1     | 3:1     |        | 1:5     | 1:1    | 4:2    | 6:4    | 1:2    | 2:2    |
| Stade Reims         | 4:2     | 2:3     | 5:0    | 5:0    | 3:1     | 4:0     | 4:1     | 5:1    | 1:1    | 3:2     | 2:1     | 4:1    |         | 4:0    | 3:0    | 3:1    | 2:2    | 4:2    |
| AS Saint-Étienne    | 2:2     | 0:3     | 1:2    | 3:1    | 6:2     | 1:1     | 1:1     | 2:2    | 2:1    | 1:1     | 1:1     | 0:1    | 0:0     |        | 3:3    | 2:2    | 1:1    | 5:1    |
| UA Sedan-Torcy      | 5:2     | 1:0     | 8:4    | 2:3    | 3:2     | 2:3     | 2:1     | 6:3    | 2:1    | 3:2     | 3:1     | 2:0    | 2:5     | 1:1    |        | 4:1    | 3:0    | 2:1    |
| FC Sochaux          | 3:1     | 2:1     | 4:0    | 1:0    | 2:4     | 1:0     | 1:2     | 1:0    | 1:2    | 4:0     | 1:1     | 5:0    | 0:4     | 4:1    | 2:1    |        | 4:2    | 1:0    |
| Toulouse FC         | 2:3     | 1:3     | 3:2    | 3:2    | 1:2     | 3:1     | 1:1     | 4:1    | 0:0    | 2:1     | 4:0     | 1:1    | 1:0     | 2:3    | 2:1    | 0:0    |        | 3:2    |
| US Valenciennes     | 0:0     | 2:1     | 1:1    | 1:1    | 0:1     | 2:0     | 2:1     | 2:2    | 0:0    | 1:1     | 0:3     | 0:5    | 0:6     | 0:0    | 3:1    | 1:1    | 2:0    |        |

## Die Spieler des Meisters
Während der Saison waren unter Trainer Albert Batteux folgende 21 Spieler zum Einsatz gekommen (in Klammern: Zahl der Punktspiele): André Batteux (1), Edmond Biernat (1), René Bliard (32), Dominique Colonna (32), Serge Davanne (6), Jean Desruisseaux (12), Claude Dubaële (1), Just Fontaine (26), Raoul Giraudo (24), Guy Gouttes (1), René-Jean Jacquet (2), Robert Jonquet (34), Robert Lamartine (12), Michel Leblond (29), Mohamed Maouche (1), Armand Penverne (33), Roger Piantoni (32), Bruno Rodzik (5), Robert Siatka (30), Jean Vincent (31), Simon Zimny (29)
Reims’ 89 Treffer erzielten: Fontaine 34, Piantoni 17, Bliard 15, Vincent 8, Desruisseaux 6, Lamartine, Leblond jeweils 3, Biernat, Penverne und Siatka je 1.

## Erfolgreichste Torschützen
| Pl. | Spieler            | Verein           | Tore |
| --- | ------------------ | ---------------- | ---- |
| 1   | Just Fontaine      | Stade Reims      | 34   |
| 2   | Fernand Devlaminck | OSC Lille        | 23   |
| 3   | Alberto Muro       | OGC Nizza        | 21   |
|     | Ernest Schultz     | Toulouse FC      | 21   |
| 5   | Yngve Brodd        | FC Sochaux       | 18   |
| 6   | Roger Piantoni     | Stade Reims      | 17   |
| 7   | Stéphane Bruey     | SCO Angers       | 16   |
|     | Jean Tokpa         | Olympique Alès   | 16   |
| 9   | Hassan Akesbi      | Olympique Nîmes  | 15   |
|     | René Bliard        | Stade Reims      | 15   |
|     | Henri Skiba        | Olympique Nîmes  | 15   |
| 12  | Jean-Marie Courtin | Racing Lens      | 14   |
|     | Jean Guillot       | Racing Paris     | 14   |
|     | Eugène Njo-Léa     | AS Saint-Étienne | 14   |
|     | Célestin Oliver    | UA Sedan-Torcy   | 14   |
|     | Joël Pillard       | Racing Paris     | 14   |
|     | Bernard Rahis      | Olympique Nîmes  | 14   |